# Olivier Roman
Olivier Roman, né à Metz le 26 septembre 1953, est un scénariste et un dessinateur français de bandes dessinées.

## Biographie
Sur des scénarios de Richard D. Nolane, il anime les séries Harry Dickson, d'après l'œuvre de Jean Ray, qui compte treize albums, et Alchimie (deux volumes). En 2013, il se lance dans l'adaptation en bandes dessinées des Fables de l'Humpur, un roman de Pierre Bordage, qui en assure lui-même le scénario.

### Vie personnelle
Père de Théophlie Roman et Lucas Roman.

## Œuvres
- Harry Dickson
  - 1992 L'Île des Possédés, Richard D. Nolane (scénario), Olivier Roman (dessin), Alain Sirvent (couleurs), Soleil (réédition en 2013)[1]
  - 1994 Le Démon de Whitechapel, Richard D. Nolane (scénario), Olivier Roman (dessin), Jean-Jacques Chagnaud (couleurs), Soleil
  - 1995 Les Amis de l'enfer, Richard D. Nolane (scénario), Olivier Roman (dessin), Jean-Jacques Chagnaud (couleurs), Soleil
  - 1997 L'Ombre de Blackfield, Richard D. Nolane (scénario), Olivier Roman (dessin), Patricia Faucon (couleurs), Soleil
  - 1998 La Nuit du météore, Richard D. Nolane (scénario), Olivier Roman (dessin), Soleil
  - 2000 Terreur jaune, Richard D. Nolane (scénario), Olivier Roman (dessin), Soleil
  - 2001 Les Loups de Darkhenge, Richard D. Nolane (scénario), Olivier Roman (dessin), Patricia Faucon (couleurs), Soleil
  - 2002 Le Sanctuaire du grand ancien, Richard D. Nolane (scénario), Olivier Roman (dessin), Olivier Roman (couleurs), Soleil
  - 2003 Le Secret de Raspoutine, Richard D. Nolane (scénario), Olivier Roman (dessin), Olivier Roman (couleurs), Soleil
  - 2004 La Sorcière du Kent, Richard D. Nolane (scénario), Olivier Roman (dessin), Olivier Astier (couleurs), Luc Huet (décors), Soleil
  - 2005 Le Semeur d'angoisse, Richard D. Nolane (scénario), Olivier Roman (dessin), Olivier Astier (couleurs), Soleil
  - 2008 Le Diable du Devonshire, Richard D. Nolane (scénario), Olivier Roman (dessin), Olivier Astier (couleurs), Soleil
  - 2009 L'Héritage maudit de Rennes-le-Château, Richard D. Nolane (scénario), Olivier Roman (dessin), Olivier Astier (couleurs), Soleil
- Alchimie
  - 2010 L'Épreuve du feu, Richard D. Nolane (scénario), Olivier Roman (dessin), Digikore Studios (couleurs), Soleil
  - 2011 Le Dernier roi maudit, Richard D. Nolane (scénario), Olivier Roman (dessin), Digikore Studios (couleurs), Soleil
- Les Fables de l'Humpur
  - 2013 Les Clans de la Dorgne, Pierre Bordage (scénario), Olivier Roman (dessin), Claude Guth et Cyril Vincent (couleurs), Soleil
- Rendez-vous avec X, volume 3 : Mata Hari dessin et couleurs), scénario de Virginie Greiner, Comix Buro, coll. Hors Collection, octobre 2019  (ISBN 978-2-344-03262-6)
- Les Reines de sang : Roxelane la joyeuse, scénario de Virginie Greiner, dessin d'Olivier Roman, couleur de Filippo Rizzu, Delcourt

1. volume 1, 2020  (ISBN 978-2-413-01030-2) (BNF 46546030)
2. volume 2, 2021  (ISBN 978-2-413-01029-6) (BNF 46729511)